# Bursera silviae
Bursera silviae är en tvåhjärtbladig växtart som beskrevs av Rzed. & Calderón. Bursera silviae ingår i släktet Bursera och familjen Burseraceae. Inga underarter finns listade i Catalogue of Life.